# Pablo Sebastián Pereyra
Pablo Sebastián Pereyra (Montevideo, Uruguay, 28 de abril de 1975) es un arquero uruguayo. Se había retirado en el 2017; siendo su último equipo el Deportivo Madryn del Torneo Argentino A de Argentina. 
En el 2021 vuelve al ruedo para ser uno de los goleros de Deportivo Colonia de la Primera División Amateur de Uruguay.

## Biografía
Pereyra quedará como uno de los extranjeros más destacados en la historia del fútbol de Puerto Madryn. En el Aurinegro escribió una página dorada: luego de que el Depo la remara durante casi una década en el Torneo Federal B, lograron subir al Torneo Federal A y allí también fue una pieza clave.

## Trayectoria
| Club              | País      | Año         |
| ----------------- | --------- | ----------- |
| Huracán Buceo     | Uruguay   | 1997 - 2000 |
| Deportivo Colonia | Uruguay   | 2002 - 2004 |
| Real Arroyo Seco  | Argentina | 2005        |
| Deportivo Colonia | Uruguay   | 2005 - 2006 |
| Peñarol           | Uruguay   | 2006        |
| La Luz FC         | Uruguay   | 2007        |
| Real Arroyo Seco  | Argentina | 2007 - 2008 |
| Guillermo Brown   | Argentina | 2008 - 2013 |
| Deportivo Madryn  | Argentina | 2013 - 2017 |
| Sportivo Minas    | Uruguay   | 2017        |

## Palmarés

### Campeonatos nacionales
| Título                                   | Club                           | País      |
| ---------------------------------------- | ------------------------------ | --------- |
| Torneo Argentino A                       | Guillermo Brown                | Argentina |
| Temporada 2013/14 del Torneo Argentino B | Club Social y Deportivo Madryn | Argentina |